# Satluj
Satluj (auch Sutlej oder Satlej; Urdu ستلج; tibetisch གླང་ཆེན་གཙང་པོ ZWPY Langqên Zangbo, Wylie glang chen gtsang po; Hindi सतलुज Satluj; Panjabi ਸਤਲੁਜ Satluj; chinesisch 象泉河, Pinyin Xiàngquán Hé; englisch Sutlej) ist mit rund 1450 km der längste der fünf Flüsse des Punjab.

## Verlauf
Der Fluss entspringt in Tibet in der Nähe des Berges Kailash. Von hier fließt er durch die indischen Bundesstaaten Himachal Pradesh und Punjab, wo er die Wasser des Beas aufnimmt. Für gut 100 km bildet er die Grenze zwischen Indien und Pakistan. In Pakistan vereinigt er sich mit dem Chanab; mit diesem zusammen bildet er den Panjnad, der schließlich in den Indus mündet.

## Mythos und Geschichte
Der Satluj entwässerte ursprünglich in den mythischen und nicht sicher zu lokalisierenden Sarasvati, bis sich um 1700 v. Chr. durch tektonische Aktivitäten die Flussrichtung umkehrte und er so zum Nebenfluss des Indus wurde. In der Folge trocknete der Sarasvati aus, was zur Desertifikation von Cholistan führte.
Entlang des großenteils schluchtartigen Oberlaufes des Flusses existierte vor mehr als zweitausend Jahren die Shang-Shung-Kultur. Die Ruinen ihrer Hauptstadt Khyunglung Ngülkhar, des „Silber-Palastes im Garuda-Tal“, befinden sich oberhalb eines Talkessels des Satluj in Westtibet. Der Österreicher Bruno Baumann suchte dort das buddhistische Shangri-La und stieß auf die Wiege dieser tibetischen Kultur, auf Ruinen, die das Reich der Shang Shung-Könige hinterließ.
Im Westen durchbricht der Sutlej in der Nähe des Shipki-Passes den Himalaya-Hauptkamm, um im indischen Kinnaur-Distrikt durch tiefe Schluchten abwärts zu fließen. Dies ist die Region der alten Hindustan Tibet Road, einem hoch über dem Fluss angelegten Karawanenweg von Indien nach Tibet, der heute durch den seit 1961 gebauten National Highway 22 eher nahe dem Fluss ersetzt ist.

## Nutzung
In Indien wird der Fluss zu einer Hauptquelle der regenerativen Energieversorgung, für die der Bundesstaat Himachal Pradesh exemplarisch steht: schon im Oberlauf durch das Chakri Project in Kinnaur, das den Fluss durch Tunnelsysteme abwärts leitet, bis zu den Stauseen von Bilaspur im Hügelland von Himachal Pradesh. Im Harike-Stausee im Bundesstaat Haryana wird ein Teil seines Wassers in den Indira-Gandhi-Kanal abgeleitet, der ca. 250 bis 400 km weiter südwestlich im Bundesstaat Rajasthan große Teile der (Halb-)Wüste Thar bewässert.